# Issifou Kogui N'Douro
 (juin 2016).
Si vous disposez d'ouvrages ou d'articles de référence ou si vous connaissez des sites web de qualité traitant du thème abordé ici, merci de compléter l'article en donnant les références utiles à sa vérifiabilité et en les liant à la section « Notes et références ».
 (juin 2016).
Issifou Kogui N'Douro, né le 1er janvier 1949 à Bembéréké, est un homme politique béninois. 
Il a occupé le poste de ministre d'État chargé des Affaires présidentielles du 10 avril 2012 au 11 août 2013 sous la Présidence de Thomas Boni Yayi.
Il était auparavant ministre d'État chargé de la Défense nationale du 10 avril 2006 au 10 avril 2012.

## Biographie
Il est titulaire d'un doctorat de géographie avec l'option aménagement du territoire de l'université Louis Pasteur de Strasbourg qu'il a obtenu après une maîtrise de géographie option : aménagement du territoire à l'université nationale du Bénin en 1978. Il fut chargé d'études au projet FAO/PNUD surveillance de la couverture végétale du Bénin (télédétection) de 1978 à 1983.
Il est nommé Directeur national du projet UNSO/PNUD Plantation d'arbres à but multiple de 1983 à 1987 avec la mise en place de la Journée nationale de l'arbre. Il fut nommé ensuite Directeur général adjoint du ministère du Développement rurale et de l'Action coopérative de 1987 à 1990 et Directeur adjoint de cabinet de 1990 à 1991.
À partir de 1991, il commence une carrière internationale en France, à Paris au sein de l'Organisation internationale de la francophonie (OIF), anciennement appelée Agence de coopération culturelle et technique (ACCT). Il occupe dans un premier temps le poste de Directeur adjoint des finances chargé des unités hors siège. Ensuite il exerce en tant qu'Administrateur principal des programmes de développement (PSD : Programme spécial de développement) jusqu'en avril 2006, date à laquelle il est rappelé au Bénin pour occuper le poste de ministre d’État chargé de la Défense nationale sous la Présidence de Thomas Boni Yayi.
Il est l'un des principaux acteurs, facilitateur et médiateur dans le cadre des négociations de paix dans les conflits des pays de la sous-région Ouest africaine et centrale, en Côte d'Ivoire, République démocratique du Congo, République Centrafricaine, Mali, Tchad d’une part, et d’autre part la participation aux opérations de maintien de la paix : préparation, formation et envoi des troupes sur les théâtres d’opération en Côte d'Ivoire, République Démocratique du Congo, Haïti, Mali. Il contribue notamment à la Négociation des accords de paix entre les rebelles et le gouvernement Tchadien à Cotonou (2007).
En 2016, il se lance dans la course à la présidentielle avec son projet de société et son programme d'actions Douze chantiers de développement et de modernisation du Bénin. Il connaît un échec lors de l'élection présidentielle de mars 2016 au Bénin.

## Ouvrages
- Les Douze Chantiers de développement et de modernisation du Bénin pour 2016-2021
- Milieux naturels et modification des paysages végétaux de la région de Ouake (université Louis Pasteur de Strasbourg)